# 1787.
◄ | 17. stoljeće | 18. stoljeće | 19. stoljeće | ►
◄ | 1750-ih | 1760-ih | 1770-ih | 1780-ih | 1790-ih | 1800-ih | 1810-ih | ►
◄◄ | ◄ | 1784. | 1785. | 1786. | 1787. | 1788. | 1789. | 1790. | ► | ►►
Arhitektura • Astronomija • Biologija • Glazba • Kazalište • Kemija • Kiparstvo • Knjige • Književnost • Kršćanstvo • Medicina • Politika • Pravo • Promet • Slikarstvo • Šport • Znanost

## Rođenja
- 16. ožujka – Georg Simon Ohm, njemački fizičar († 1854.)
- 23. travnja – Peter Dajnko, slovenski pisac i pčeral († 1873.)
- 2. lipnja – Nils Gabriel Sefström, švedski kemičar i ponovni otkrivač vanadija († 1845.)
- 15. rujna – Guillaume Henri Dufour, švicarski general († 1875.)

## Smrti
- 13. veljače – Ruđer Bošković, hrvatski znanstvenik (* 1711.)
- 8. travnja – Mihalj Šilobod, hrvatski matematičar (* 1724.)
- 28. svibnja – Leopold Mozart, austrijski skladatelj (* 1719.)
- 1. kolovoza – Alfons Liguori, talijanski svetac (* 1696.)
- 15. studenog – Christoph Willibald Gluck, njemački skladatelj i dirigent (* 1714.)

## Vanjske poveznice
|  | Zajednički poslužitelj ima još gradiva o temi 1787. |